# Can't Speak French
Can't Speak French è il terzo singolo estratto dal quarto album di inediti del gruppo musicale pop britannico Girls Aloud, Tangled Up.
Il singolo è stato pubblicato il 17 marzo 2008 dall'etichetta discografica Fascination, annunciato dal sito ufficiale del gruppo musicale il 15 gennaio precedente.
La canzone è stata leggermente riarrangiata e la versione trasmessa dalle radio è quindi lievemente diversa rispetto a quella contenuta nell'album. La promozione del singolo è cominciata nel febbraio del 2008, quando le componenti del gruppo hanno cominciato a esibirsi in varie trasmissioni televisive britanniche con il pezzo.
Il singolo contiene come b-side, oltre alla versione live della cover With Every Heartbeat di Robyn, anche la traccia Hoxton Heroes, pezzo escluso dalla lista tracce finale di Tangled Up, e la versione in lingua francese della canzone (il cui titolo significa "non so parlare il francese"), Je ne parle pas français.
La canzone è stata scritta da Miranda Cooper, Brian Higgins, Tim Powell, Nick Coler e Jody Lei ed è stata prodotta da Brian Higgins e dagli Xenomania, come tutte le canzoni del gruppo.

## Tracce e formati
UK CD1 (Fascination / 1762720)
1. Can't Speak French (Radio Edit) — 3:19
2. Hoxton Heroes (Girls Aloud, Miranda Cooper, Brian Higgins, Tim Powell, Owen Parker) — 3:00

UK CD2 (Fascination / 1764167)
1. Can't Speak French (Radio Edit) — 3:19
2. Je Ne Parle Pas Français (translation by Jérôme Attal) — 3:41
3. Can't Speak French (Tony Lamezma's Passions Remix) — 6:11
4. With Every Heartbeat (Live Lounge cover) (Robyn, Kleerup) — 3:58
5. Can't Speak French (Video) — 3:19

iTunes Exclusive digital download
1. Can't Speak French (Tony Lamezma Mix Radio Edit) — 4:00
2. Can't Speak French (Radio Edit) — 3:19

## Classifiche
| Classifica (2008) | Posizione raggiunta |
| ----------------- | ------------------- |
| Regno Unito       | 9                   |
| Irlanda           | 13                  |